# Collage (álbum)
Collage é o décimo álbum de estúdio do guitarrista virtuoso estadunidense Eric Johnson.
Lançado em 17 de novembro de 2017 com o selo Vortexan Records, o álbum combina cinco novas faixas com cinco covers que refletem as inspirações musicais do guitarrista, como Jimmy Hendrix, Beatles e Stevie Wonder.

## Faixas
| N.º            | Título                            | Compositor(es)                             | Duração |  |
| 1.             | "Up Tight (Everything's Alright)" | Henry Cosby / Sylvia Moy / Stevie Wonder   | 3:29    |  |
| 2.             | "Morning Sun"                     | Eric Johnson                               | 4:38    |  |
| 3.             | "To Love You"                     | Eric Johnson                               | 8:05    |  |
| 4.             | "Stratagem"                       | Eric Johnson                               | 3:17    |  |
| 5.             | "One Rainy Wish"                  | Jimi Hendrix                               | 3:28    |  |
| 6.             | "We Can Work It Out"              | John Lennon / Paul McCartney               | 4:02    |  |
| 7.             | "Rock Me Baby"                    | Joe Josea / B.B. King                      | 6:49    |  |
| 8.             | "Pipeline"                        | Brian Carmen / Bob Spickard                | 6:49    |  |
| 9.             | "The Fade"                        | Eric Johnson                               | 5:06    |  |
| 10.            | "To Whom It May Concern"          | Eric Johnson / J.J. Johnson / Chris Maresh | 3:55    |  |
| Duração total: | Duração total:                    | Duração total:                             | 45:25   |  |

| Japan Bonus Track |                           |                              |         |  |
| N.º               | Título                    | Compositor(es)               | Duração |  |
| 11.               | "Down Here On The Ground" | Gale Garnett / Lalo Schifrin | 4:29    |  |

## Créditos Musicais
- Eric Johnson - Vocais, Guitarra, Violão (Faixa 5), Guitarra havaiana (Faixa 9), Baixo Elétrico (Faixas 2, 8), Teclado (Faixa 2), Piano Elétrico (Faixa 10)
- Chris Maresh - Baixo Elétrico (Faixas 1, 3, 4, 7, 9, 10)
- John Fremgen - Baixo Elétrico (Faixa 6)
- Brannen Temple -  Baterias (Faixas 1, 3, 4, 7, 8)
- Tommy Taylor - Baterias (Faixa 2)
- Wayne Salzmann II  - Baterias (Faixas 6, 9)
- J.J. Johnson - Baterias (Faixa 10)
- John Mills - Saxofone (Faixas 2, 7)

## Links Externs
- Info do álbum no site discogs.com
- Info do álbum Japonês no site discogs.com